# Frank Holland
Francis E. „Frank“ Holland (* 23. November 1904 in Brookline, Massachusetts; † 1. April 1969 in Chelsea, Massachusetts) war ein US-amerikanischer Eishockeyspieler. Er nahm  mit der US-Nationalmannschaft an der Weltmeisterschaft 1933 teil, bei der das Team Weltmeister wurde.

## Karriere
Frank Holland wurde als Sohn irischer Eltern in Massachusetts geboren. Er hatte insgesamt acht Geschwister. Er spielte zunächst American Football bei den Notre Dame Fighting Irish, der Universitätsmannschaft der University of Notre Dame. Nachdem er diesen Sport wegen einer schweren Knieverletzung aufgeben musste, spielte er Eishockey ebenfalls im dortigen Universitätsteam. Später kehrte er nach Massachusetts zurück und spielte für die Boston Olympics. 

### International
Frank Holland trat bei der Weltmeisterschaft 1933 in Prag an. Dabei bildeten die Boston Olympics die US-Nationalmannschaft. Da jedoch auch einige Spieler aus New York mitwirkten, wurde das Team von der Amateur Athletic Union in „Rangers“ umbenannt und in den europäischen Zeitungen als „Massachusetts Rangers“ bezeichnet. Die Mannschaft wurde durch einen 2:1-Erfolg nach Verlängerung gegen Kanada als erstes US-Eishockeyteam Weltmeister. Für Kanada bedeutete es die erste Pflichtspielniederlage. Im Anschluss an die WM absolvierten die Rangers noch eine sechswöchige Europatournee mit diversen Spielen.

## Erfolge und Auszeichnungen
- 1933 Goldmedaille bei der Weltmeisterschaft